# Nyt on lähtö
Nyt on lähtö – singel fińskiej piosenkarki Vesali wydany 16 lutego 2018 roku przez Warner Music Finland i Etenee Records. Singel został odnotowany na siódmym miejscu fińskiej listy przebojów.

## Lista utworów
- Digital download (16 lutego 2018)[1]

1. „Nyt on lähtö” – 3:37

## Teledysk
19 lutego 2018 roku do utworu został wydany teledysk tekstowy.

## Pozycje na listach
| Państwo   | Lista (2018)   | Najwyższa pozycja |
| --------- | -------------- | ----------------- |
| Finlandia | Top 20 Singles | 7                 |